# Simone Biles : Les Sacrifices d'une championne

Simone Biles : Les Sacrifices d'une championne (The Simone Biles Story: Courage to Soar) est un téléfilm américain réalisé par Vanessa Parise et diffusé le 12 septembre 2019.

## Synopsis
Ce film retrace la vie et l'ascension de la gymnaste artistique Simone Biles.

## Fiche technique
- Titre original : The Simone Biles Story: Courage to Soar
- Réalisation : Vanessa Parise
- Scénario : Kelly Fullerton
- Durée : 85 minutes
- Pays :  États-Unis

## Distribution
- Jeanté Godlock : Simone Biles
- Raven Bowens : Adria Biles
- Julius Tennon : Ron Biles
- Tisha Campbell-Martin : Nellie Biles
- Kathleen Rose Perkins : Aimee Boorman
- Marylin Norry : Martha
- Jaslyn Collis : Becca
- Jade Falcon : Madison Kocian
- Agape Mngomezulu : Adam Biles
- Amy Reid : Candice
- Dion Riley : Ron Biles Jr
- Taylor Dianne Robinson : Marissa
- Kelsey Scott : Shanon
- Nakai Takawira : Simone Biles jeune
- Tim Beckmann : Mr. Andrews